# Varennes-en-Argonne
 Varennes-en-Argonne  es una población y comuna francesa, en la región de Lorena, departamento de Mosa, en el Distrito de Verdún y cantón de Varennes-en-Argonne.
Esta población es conocida por el ser el lugar donde se abortó el intento de fuga del rey Luis XVI y su familia, que habían salido encubiertos de París para buscar refugio en territorio controlado por las fuerzas austriacas. Todo ello ocurrió el 20 y 21 de junio de 1791, en el episodio conocido como la fuga de Varennes, uno de los sucesos de la Revolución francesa.

## Monumentos
- Museo de Argonne. Edificado en 1973, incluye exposiciones sobre la Fuga de Varennes, sobre los oficios y tradiciones populares de la zona (como su fayenza) y sobre los hechos allí acontecidos en la Primera Guerra Mundial.[6][7]
- Refugio del Kronprinz (Abris du Kronprinz). Este búnker fue utilizado durante la Primera Guerra Mundial por el príncipe heredero de Baviera y su estado mayor.[8][9]
- Memorial de Pensilvania. Monumento a los soldados estadounidenses muertos en los combates de 1918.[6]
- Arboretum de Varennes-en-Argonne

## Galería

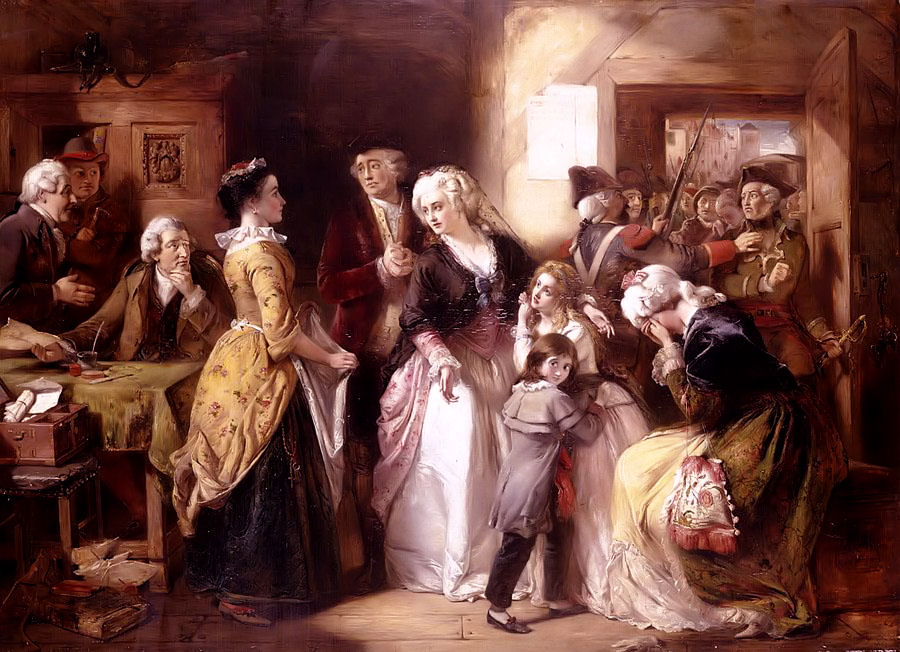
Arresto de Luis XVI y su familia en Varennes, en 1791.
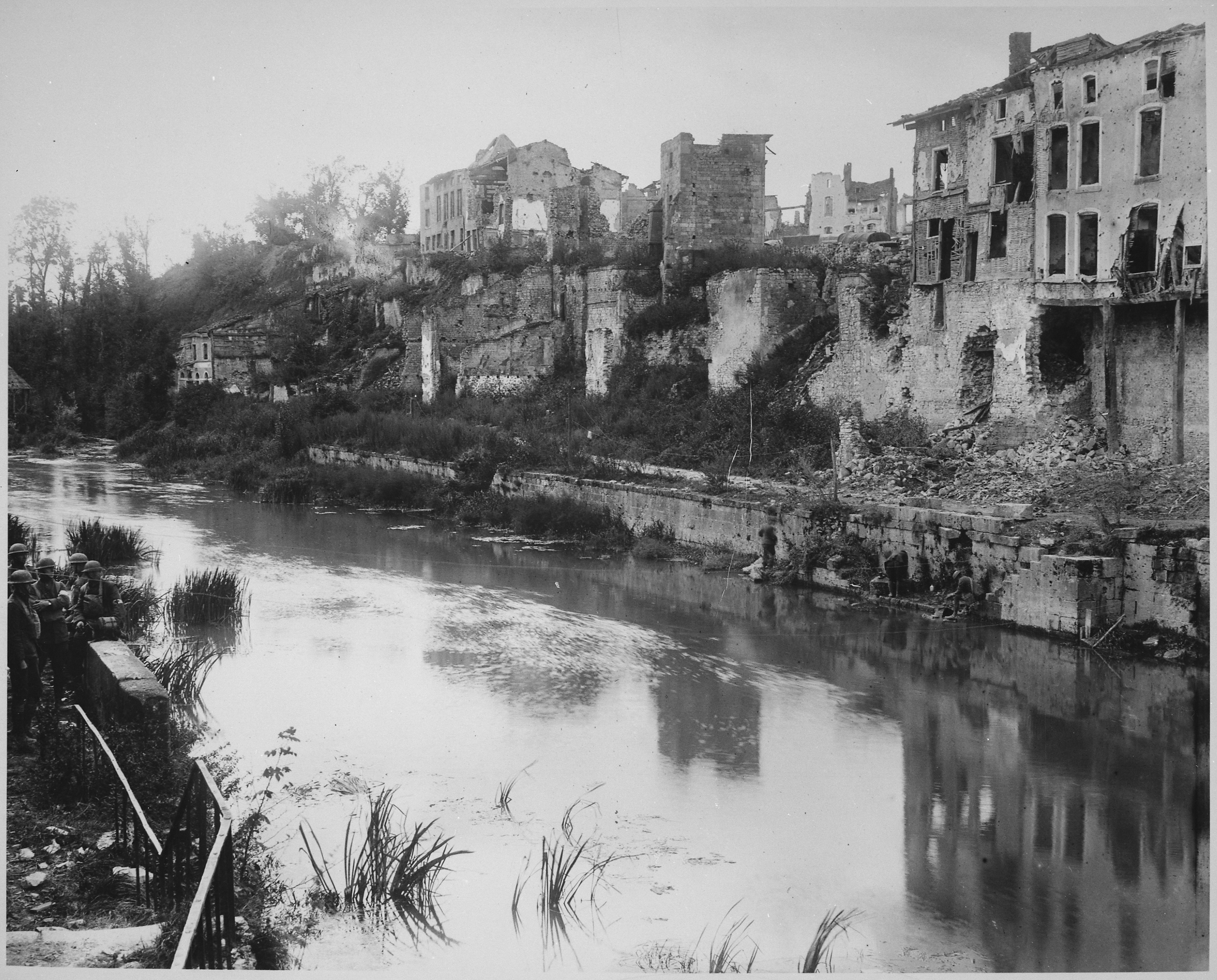
Vista de Varennes en septiembre de 1918.
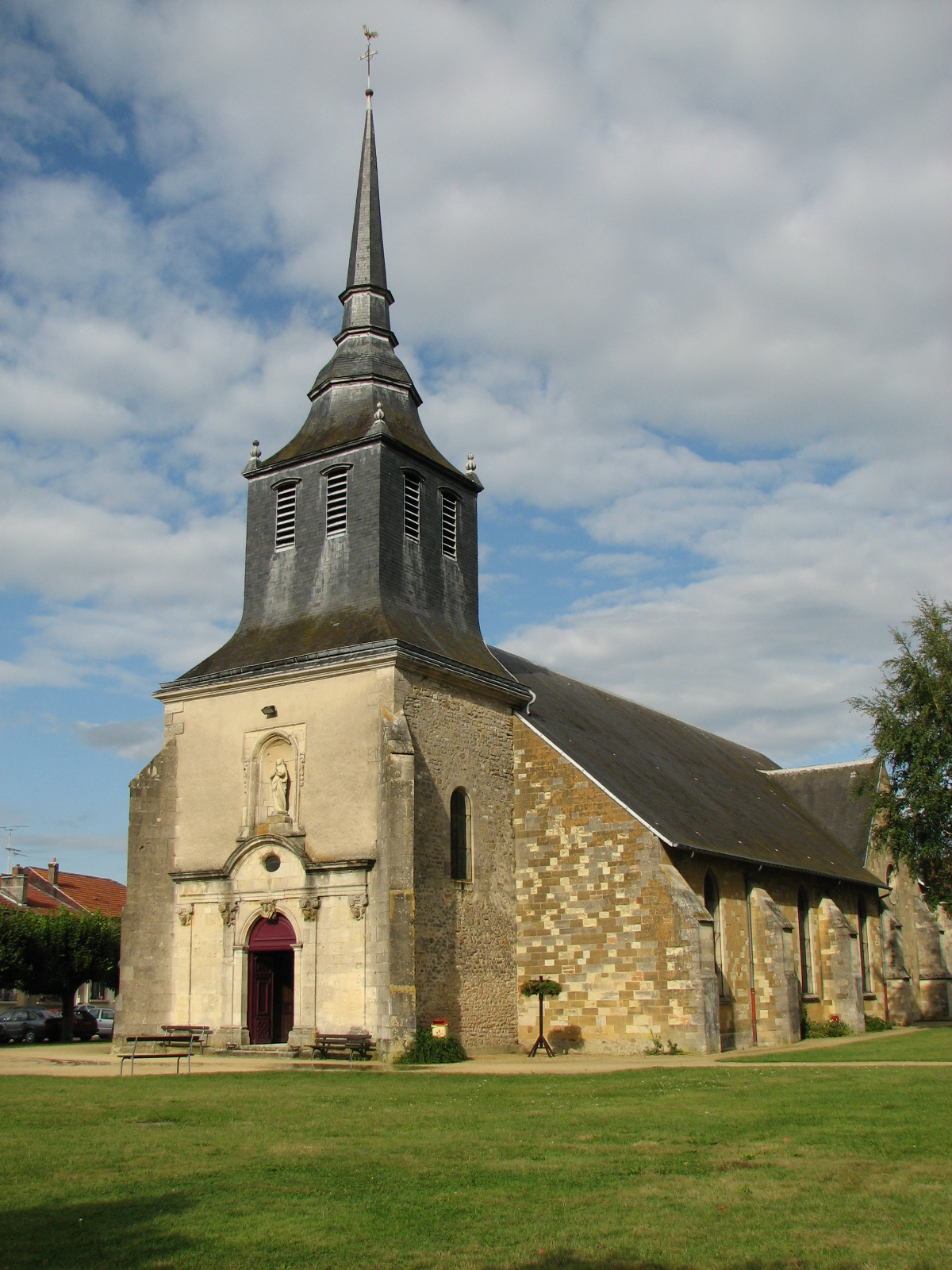
Vista de la iglesia de Varennes.

## Demografía[1][2]
| 1294 | 1573 | 1515 | 1530 | 1652 | 1607 | 1538 | 1607 | 1616 | 1435 | 1515 | 1503 | 1453 | 1439 | 1396 | 1385 | 1366 | 1309 | 1205 | 1142 | 1097 | 650 | 1028 | 806 | 721 | 668 | 711 | 643 | 635 | 670 | 700 | 679 | 691 | 661 |
| Para los censos de 1962 a 1999 la población legal corresponde a la población sin duplicidades (Fuente: INSEE [Consultar]) |      |      |      |      |      |      |      |      |      |      |      |      |      |      |      |      |      |      |      |      |     |      |     |     |     |     |     |     |     |     |     |     |     |